# Воинские звания и знаки различия Белого движения

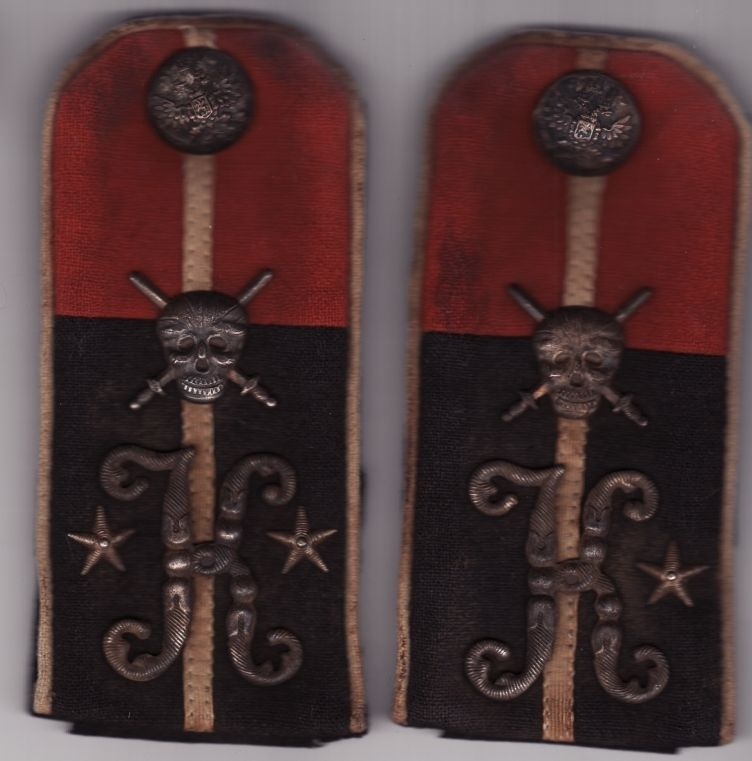
Погоны подпоручика Корниловского полка (на правом одна из звёзд утеряна)

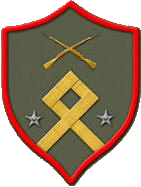
Нарукавный знак подпоручика Народной Армии Комуча

Воинские звания и знаки различия Белого движения (1918—1922) были основаны на прежних званиях и знаках различия Российской императорской армии. Вместе с тем, по сравнению со старой системой появились некоторые нововведения и модификации.

## Новые знаки различия
- Народная армия Комуча первоначально отменила знаки различия на погонах (погоны как таковые остались, но выглядели одинаково для всех званий и содержали только номера воинских частей), следуя традициям Февральской революции. Вместо погонных были введены нарукавные знаки различия. Однако с притоком многих бывших офицеров, негативно относившихся к революционным традициям, в дополнение к нарукавным знакам различия сначала восстановили прежние погоны. Позже, когда Александр Колчак установил свою диктатуру, нарукавные знаки Народной Армии перестали носить.
- Знаки различия Сибирской армии были во многом сходны со знаками различия армии Комуча, хотя имели свои особенности. От них также со временем отказались в пользу погонных знаков различия старого образца.
- На аналогичных принципах были основаны знаки различия Башкирского войска. После перехода частей Башкирского войска на сторону РККА они стали носить красноармейские знаки различия.

## Полковые цвета и оформление
- Вышивка погон золотого или серебряного цвета стала довольно редкой и, как правило, такие погоны носились только в особых случаях. Большинство офицеров носили погоны полевых цветов, введённых во время 1-й мировой войны (хаки с коричневыми полосами). Служащие офицерских полков («цветных полков») и локальных армий (например, Сибирской) могли носить погоны цветов соответствующих соединений.
- Дореволюционные полковые цвета (окантовка и просветы) бывшей царской армии больше не соблюдались, так как прежние полки прекратили существование или оказались на красной территории. Это привело к тому, что за исключением казачьих частей и МВД колчаковского правительства, практически исчезла ранее распространённая в ряде полков и ведомств двойная окантовка (когда цвет подложки погона не совпадал с цветом просветов и наружного канта, который шёл не по краю погона, а между подложкой и галунной частью погона).
- Так называемые «цветные воинские части», возникшие на базе 4 офицерских полков (Алексеевский, Дроздовский, Корниловский и Марковский) имели свои собственные полковые цвета и обмундирование. Первоначально в эти полки принимались только бывшие офицеры, поэтому их чины начинались с подпоручика и выше. Кроме того, в офицерских полках ввели нарукавные знаки различия (от 1 до 8 горизонтальных полос над обшлагом). Позже в этих полках были введены звания и для солдат, и для унтер-офицеров. Расцветка погон была следующая:
  - Алексеевцы: синий фон погон, белая окантовка, белые просветы у офицеров и белый контурный зигзаг у генералов; артиллерия имела чёрный фон, красные канты и просветы[1];
  - Дроздовцы: тёмно-красный (малиновый или бордовый) фон погон, белая окантовка, чёрные просветы у офицеров и чёрный сплошной зигзаг у генералов[2];
  - Корниловцы: фон погон: верх чёрный, низ красный, окантовка белая, у офицеров белые просветы, у генералов белый зигзаг[3]; на вышитых погонах для парадной формы: белое шитьё, окантовки и просветы на офицерских погонах делились надвое (чёрный верх, красный низ), а генеральский зигзаг не отличался по цвету от вышивки погон[4].
  - Марковцы: чёрный фон погон, белый кант, белые просветы у офицеров и белый контурный зигзаг у генералов[5]

## Звания
- К 1919 г. прежние звания прапорщика и подполковника были упразднены во всех белых формированиях как излишние; однако вновь зачисленные бывшие офицеры с соответствующими званиями могли носить прежние знаки различия в течение испытательного срока, пока им не присваивались новые звания. Звание подполковника было ненадолго восстановлено Врангелем в середине 1920-х годов.

## Казачьи войска
- Казачьи войска были важным исключением; они сохранили все свои звания и полковые цвета без видимых изменений.
- Войска Бориса Анненкова имели очень сложную систему обмундирования и полковых цветов, хотя их чины следовали казачьим традициям. Анненков был единственным, кто в его движении имел генеральское звание; его погоны отличались от традиционных генеральских — на них был изображён простой зигзаг из трёх тонких параллельных полос[6].

## Использование в эмиграции
После поражения в Гражданской войне белые войска были эвакуированы за границу, начиная с войск Врангеля, бежавших из Крыма в Турцию в 1920 г., и до отступления Земской Рати с Дальнего Востока в Китай и Корею в 1922 г. В эмиграции продолжали существовать воинские формирования Белого движения, носившие прежнюю форму и знаки различия. В Китае белые формирования принимали участие в локальных конфликтах. В Европе бывшие белые генералы сохраняли систему военной подготовки своих сторонников под эгидой Русского общевоинского союза и продолжали присваивать воинские звания и вручать ордена. Однако накануне Второй мировой войны эти формирования (и, в конечном итоге, ношение прежней российской военной формы и знаков различия) были в конечном итоге запрещены местными властями. Самым долгоживущим примером таких знаков различия было русское военное училище в Тяньцзине (1940 г.).
Попытки восстановить систему званий и знаков различия Белого движения в прогерманских коллаборационистских формированиях не увенчались успехом; известным исключением был Русский корпус в Югославии, использовавший звания и знаки различия Белого движения в 1941—1942 гг. Имеются неподтверждённые сведения об использовании знаков различия, напоминавших дореволюционные, в бригаде «Дружина» Родионова-Гиля. Знаки различия во власовской армии и в казачьих частях вермахта, несмотря на внешнее сходство со старой системой, основывались на немецких стандартах и поэтому имели иное количество звёзд для званий, а иногда также иные звания, отсутствовавшие в Белом движении. Главным отличием было то, что в императорской и белогвардейских армиях отсутствие звёзд означало более высокое звание, чем для погон со звёздами, тогда как в немецкой армии и РОА — более низкое.